# Szalitisz
Szalitisz (görög írással Σάλιτις) Manethón ókori egyiptomi történetíró szerint az Egyiptomot a második átmeneti kor idején (i. e. 1650 körül) megszálló hükszoszok első királya, a XV. dinasztia alapítója, aki elfoglalta és uralma alá hajtotta Alsó-Egyiptomot.

## Uralkodása
Mivel Manethón Aegyptiacájának eredetije nem maradt fenn, Szalitisz főleg Josephus Flavius Apión ellen című művének egyes részeiből ismert, melyekről Josephus azt állítja, Manethón művét idézi. Beszámolója szerint egy Tutimaiosz vagy Timaiosz nevű fáraó uralkodása idején váratlanul egy idegen hadsereg érkezett a Közel-Keletről, majd harc nélkül elfoglalta a Nílus-deltát. Miután elfoglalták a fővárost, Memphiszt, és valószínűleg letaszították a trónról Tutimaioszt, a megszállók különféle atrocitásokat követtek el – városokat és templomokat romboltak le, az őslakos egyiptomiakat pedig legyilkolták vagy rabságba vetették.
Úgy tűnik, Szalitisz főleg azzal foglalkozott, hogy igyekezzen megvédeni új országát egy esetleges asszír támadástól, ezért megerősítette a keleti határt, és stratégiailag előnyös helyet keresett, ahol erődöt építhet. A megfelelő helyet a Nílus bubasztiszi ágánál fekvő Avarisz városában találta meg. Szalitisz tizenkilenc évnyi uralkodás után halt meg, a trónon egy másik ázsiai, Bnon vagy Beon követte.

„(…) ránk zúdult az isten haragja, és váratlanul Kelet felől hitvány népek kaptak bátorságra országunk megtámadására, és könnyedén, harc nélkül meghódították azt, az ország vezetőit kiirtották, majd kegyetlenül felégették a városokat, feldúlták az istenek szentélyeit, a teljes lakossággal ellenséges módon bántak el, egy részüket megölték, másoknak gyermekeit és asszonyait rabszolgasorba hurcolták. Végül még királyt is választottak a maguk köréből, akinek neve Szalitisz volt. Székhelyét Memphiszben ütötte fel, megadóztatta Felső- és Alsó-Egyiptomot, s a megfelelő pontokon helyőrséget helyezett el. Főként a keleti országrészt erősítette meg, mert előre látta, hogy az asszírok egykor még nagyobb erőre kapnak, és királyságára áhítozva megkísérelhetik a támadást. Talált is a Szethroisz nomoszban egy megfelelő várost, keletre a Bubasztisz folyóágtól; a város neve egy ősi vallási hagyomány alapján Avarisz volt. Ezt újraalapította, falakkal megerősítette és nagy tömegű, mintegy 240 000 fős hadsereget helyezett el benne őrségnek. Ettől fogva minden nyáron itt székelt, s részben katonáinak gabonát és zsoldot osztott, részben a külső ellenség megfélemlítése végett itt végeztetett hadgyakorlatokat. Tizenkilenc évi uralkodás után hunyt el; utódának neve Béón volt, s ez 44 évig kormányzott. (Josephus: Apión ellen; I:75-91)”

## Azonosítása
Számos kísérlet történt arra, hogy Szalitiszt megfeleltessék egy régészeti leletekből is ismert uralkodónak. Feltételezték, hogy azonos egy Sarek vagy Szelek nevű királlyal – akit Anhefenszahmet genealógiája is említ –, vagy a jóval több leleten szereplő Sesivel. Jürgen von Beckerath szerint a második átmeneti korban hatalmon lévő Jakbimmal lehet azonos. A tudomány jelenlegi állása szerint egyelőre nem tudni, kivel azonos. Még nevéről sem tudni, mit jelenthetett egyiptomi nyelven, bár a név Szaitész variánsa, amelyet a szintén Manethónt idéző Sextus Julius Africanus használ, talán a deltabeli Szaisz városára utal. Egy időben feltételezték, hogy a név a sallit címből ered, melyet a bibliai József pátriárka viselt Egyiptomban tartózkodása során (1Móz 42:6), és melynek jelentése „a hatalom őrzője”, ez azonban rendkívül gyenge lábakon áll.
Egyiptomi elődje, Tutimaiosz, valamint utódja, Bnon azonosítása is vitatott, bár előbbi lehet, hogy azonos a hanyatló XIII. dinasztia egyik uralkodójával, II. Dedumoszéval, de ez az azonosítás is igen kétséges.

## Fordítás
- Ez a szócikk részben vagy egészben  a   Salitis című angol Wikipédia-szócikk ezen változatának fordításán alapul.  Az eredeti cikk szerkesztőit annak laptörténete sorolja fel. Ez a jelzés csupán a megfogalmazás eredetét és a szerzői jogokat jelzi, nem szolgál a cikkben szereplő információk forrásmegjelöléseként.